# عبد الله راشد الهاجري
عبد الله راشد شافي سعيد الهاجري من مواليد دولة الكويت في عام 1958، وزير كويتي سابق ونائب سابق في مجلس الامة الكويتي، شارك في انتخابات مجلس الأمة الكويتي عام 1992 وفاز بالعضوية عن الدائرة الرابعة والعشرون - الفحيحيل - وحصل علي (1381) صوت وحصل علي المركز الأول، كما شارك في انتخابات مجلس الأمة الكويتي عام 1996 وفاز بالعضوية عن الدائرة الرابعة والعشرون - الفحيحيل - وحصل علي (1971) صوت وحصل علي المركز الأول.

## السيرة الذاتية
عمل في وزارة التجارة كمراقب للشركات والمساهمة، وأستاذاً في جامعة الكويت، ومدرساً في المعهد التجاري، وعين عضواً باللجنة العليا لاستكمال تطبيق الشريعة الإسلامية، عين وزيراً علي وزارة التجارة والصناعة (الكويت) في حكومة 1992 – 1994 ووزيراً للاشغال العامة ووزير دولة لشؤون الإسكان 1996، تخرج في جامعة الكويت 1983، ودرس في المعهد التجاري ويحمل شهادة الدكتوراه في الاقتصاد ومتخصص في الاقتصاد الإسلامي.